# David Kaufman (novinář)
David Kaufman je americký novinář, který píše pro několik vlivných periodik, včetně Financial Times, The New York Times, Details, New York, a píše i do některých mezinárodních magazínů včetně Time International. Pravidelně se objevuje na Fox News. Kaufmanova matka je židovského a evropského původu, jeho otec byl Afroameričan. Získal bakalářský titul v oboru sociologie a blízkovýchodních studií na Brandeis University a magisterský titul v žurnalistice z New York University. V současné době žije v New Yorku, je gay.